# بلوک کاه

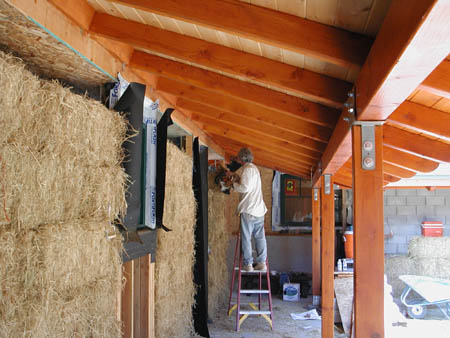
خانه‌ای با بلوک کاه

استفاده از بلوک کاه (به انگلیسی: Strawbale) یا همان بلوک کاهی در صنعت ساختمان به دلیل پایداری، سهولت نصب و صرفه جویی در مصرف انرژی از جمله سیستم‌های جدید این صنعت می‌باشد. با توجه به نیاز شدید جامعه به مسکن و رشد روزافزون جمعیت و بحرانهای زیست محیطی، و لزوم توسعه پایدار به معنای: ۱-کاهش مصرف منابع غیرقابل تجدید، ۲-توسعه محیط طبیعی و ۳-حذف یا کاهش مصرف مواد سمی یا آسیب رساندن بر طبیعت در صنعت ساختمان سازی، لذا استفاده از سیستمی جدید در صنعت ساختمان مشهود می‌باشد.
بلوک کاه راه هوشمندانه برای ساخت دیوارهای ساختمان در هر اقلیم آب و هوایی می‌باشد. ساختن ساختمان به روش استفاده از بلوک کاه برای اولین بار در ایالات متحده آمریکا در سال ۱۸۰۰شروع شد، و در انگلستان در سال ۱۹۹۴ استفاده از این روش ساخت رایج شد. طبیعت قابل دسترس بودن کاه و ارزان بودن سیستم نسبت به دیگر سیستم‌ها باعث رشد سریع این سیستم شده‌است.
این نوع مصالح از فشرده شدن کاه به صورت بلوک‌های مکعبی شکل به دست می‌آید که برای ساخت دیوارهای ساختمان مورد استفاده قرار می‌گیرد. ابعاد مصرفی این بلوکهای کاهی شکل۴۵۰*۹۰۰* ۳۵۰ می‌باشد. این سیستم از روی هم قرار دادن این بلوک‌ها در داخل فریم‌های چوبی است که جداره‌های اصلی بنا ساخته می‌شود. فریم‌های چوبی از چوب درخت فندق ساخته می‌شود. فریم‌ها را به الوارهای چوبی کف متصل می‌کنند و سپس بلوک‌های کاهی را در آن‌ها قرار می‌دهند. سبک بودن این سیستم باعث کاهش نیروهای اینرسی در هنگام زمین لرزه خواهد شد و به این صورت از ویران شدن ساختمان جلو گیری می‌شود.

## مزایا
قابلیت دسترسی آسان، قیمت ارزان، انعطاف‌پذیری بالا، سازگاری با محیط زیست، کاهش گازهای گل خانه‌ای، صرفه جویی در منابع انرژی، سهولت و سرعت در اجرا، عایق صوتی، وزن سبک، مقاوم در برابر زلزله

## معایب
1. حداکثر طول مجاز برای استفاده از این مصالح ۶ متر می‌باشد.
2. بازشوها در این نوع دیوار نباید از ۵۰٪ مساحت دیواره‌ها بیشتر باشد.
3. حداکثر ارتفاع ساختمان، ۲ طبقه می‌باشد.[۳]

## اندود

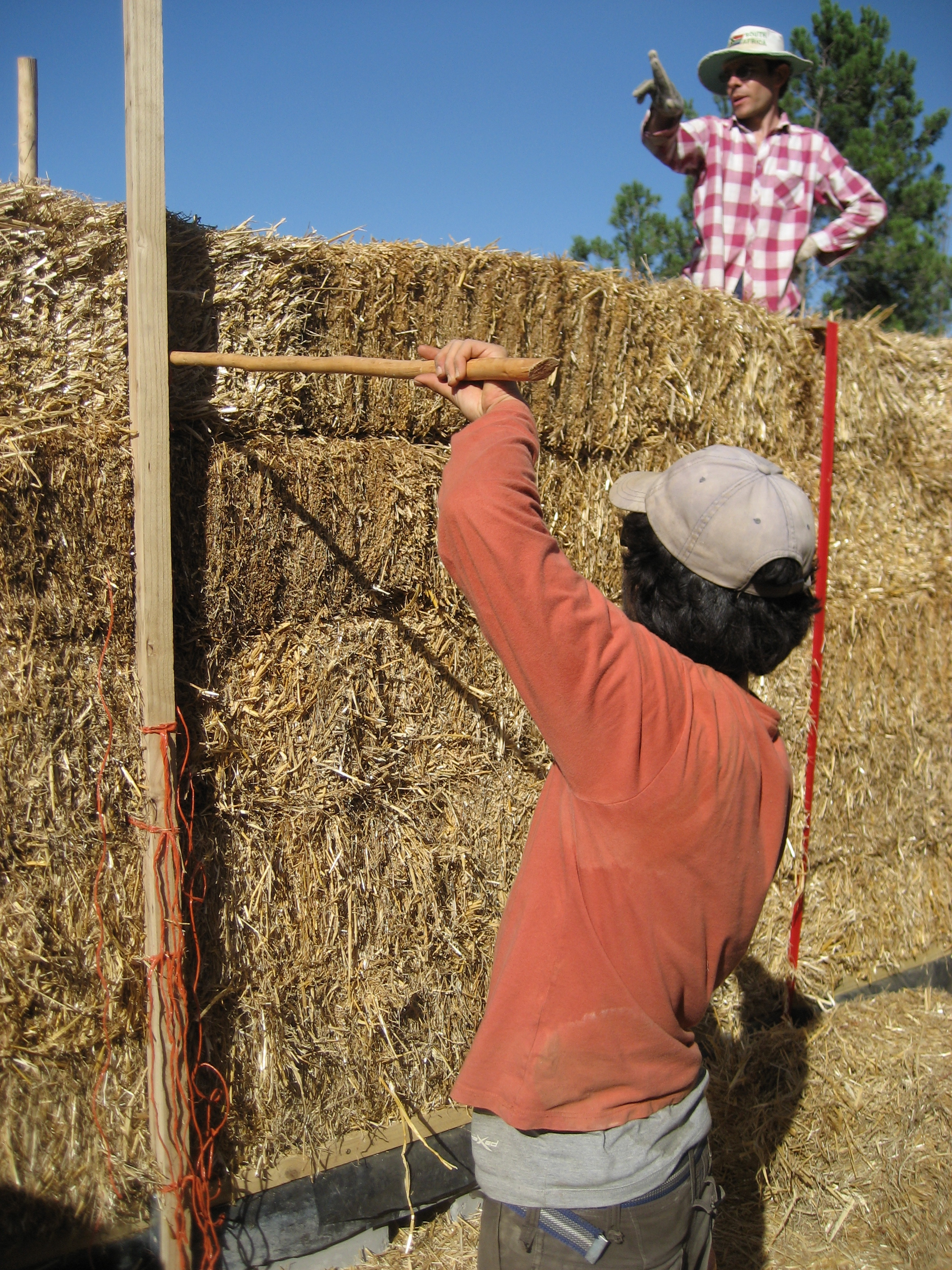
ساخت وساز با بلوک کاه

اندود به کار رفته بر روی بلوک‌های کاهی باید کاملاً طبیعی باشد. انواع پلاسترها (اندود کاه گل یا چوب، گچ، .....) به ضخامتcm 2.۵ از این جمله هستند. در مناطق سردسیراستفاده از این سازه به این شکل است که یک لایه بخار بند بر روی بلوک‌ها کشیده و سپس اندود نهایی می‌کنند.

## فنداسیون
1. سنگ‌های محلی با شبکه کف تخته و الوار
2. بلوک‌های سفالی با شبکه کف تخته و الوار
3. فنداسیون بتنی
4. استفاده از ضایعات در تایر ماشین

## اجرای تاسیسات
بعد از اجرای فنداسیون مسیر تأسیسات الکتریکی و تأسیسات مکانیکی (کلید، پریز، و.....)را مشخص کرده،
و کابل‌ها را به فریم‌ها با استفاده از میخ چوبی متصل می‌کنند.

## اجرای سقف
فریم‌های چوبی از قبل ساخته شده را بر روی بلوک‌های کاهی قرار می‌دهند، سپس داخل آن را با کاه پر کرده و روی آن را با ورق چوبی می‌پوشانند. این کار را برای عایق کردن هر چه بیشتر سقف انجام می‌دهند. بعد از اتمام، فریم‌های چوبی را با کابل به بلوک‌های کاهی می‌بندند.